# Pokémon : Détective Pikachu
Pour plus de détails, voir Fiche technique et Distribution.
Pokémon : Détective Pikachu (Pokémon: Detective Pikachu) est un film américano-japonais réalisé par Rob Letterman, sorti en 2019. Il s'agit d'une adaptation du jeu vidéo Détective Pikachu (2016), œuvre dérivée de l'univers Pokémon créé par Satoshi Tajiri. Il s'agit aussi du premier film en prise de vues réelles de la franchise.
Le film suit Tim Goodman, un jeune étudiant venant de rentrer à Ryme City, qui part à la recherche de son père disparu. Il est accompagné durant son périple par un Pikachu qu'il est le seul à pouvoir comprendre. Ils peuvent compter sur l'aide de Lucy Stevens, une apprentie journaliste accompagnée de son étrange Psykokwak.

## Synopsis
Tim Goodman est un jeune vendeur en assurance de 21 ans qui a abandonné l'idée de devenir un Dresseur Pokémon. Sa mère est morte et son père, Harry, effondré par le décès de son épouse, s'est éloigné de lui. Son ami Jack s'inquiète pour lui et, malgré les réticences de Tim, il l'emmène capturer son premier Pokémon. Le duo trouve un Osselait sauvage pleurant sa mère, et Tim essaye de l'approcher, mais rate sa capture. En revenant chez lui, il apprend que son père est décédé lors de sa dernière enquête.
Tim prend le train pour se rendre à Ryme City, mégapole fondée par Howard Clifford, ancien PDG de Clifford Industrises. Atteint d'une rare maladie dégénérative, il se déplace en fauteuil roulant et cherche à trouver un remède avec l'aide des Pokémon, d'où son idée de créer un lieu bannissant les combats Pokémon et où le lien entre Pokémon et humain est primordial. Tim se rend dans les locaux de la RCPD (Ryme City Police Department) et est reçu par l'ancien collègue de son père, le Détective Hideo Yoshida et son Snubbull, qui lui confie à quel point Harry aurait aimé être plus proche de son fils. En arrivant à l'appartement de son père afin d'y récupérer ses affaires, Tim croise Lucy Stevens, une stagiaire travaillant pour la principale chaîne de télévision de Ryme City et qui espère un jour devenir reporter. Accompagnée de son fidèle Psykokwak, elle enquête sur la mort de Harry qu'elle trouve suspecte, mais Tim refuse de répondre à ses questions.
En entrant dans l'appartement, Tim se remémore son père et réalise qu'il avait créé une réplique parfaite de sa chambre pour que Tim puisse venir vivre à Ryme City. En cherchant dans ses affaires, il déclenche malencontreusement un gaz violacé qui se répand par la fenêtre ouverte dans la rue voisine et rend agressifs des Capumain accrochés à la façade. Soudainement, un Pikachu portant un deerstalker et capable de parler apparait et, contre toute attente, Tim et le Pokémon sont capables de se comprendre, ce qui est normalement impossible, puisque les Pokémon ne comprennent que les émotions exprimées par les humains. Les Capumain enragés rentrent alors dans l'appartement, forçant Pikachu et Tim à fuir. Toutefois, ils finissent par retrouver leur état normal.
Une fois en sécurité à l'intérieur d'un café, Pikachu explique qu'il est amnésique, mais qu'Harry et lui enquêtaient sur une affaire de la plus haute importance, et ajoute également ne pas croire à la mort de ce dernier. Le lendemain, Pikachu et Tim partent à la recherche du Lucy qui leur explique que Harry recherchait des indices dans les docks de Ryme City où il avait un informateur. En se rendant sur place, le duo découvre que cet informateur n'était qu'autre qu'un M. Mime, qui les dirige vers un stade où des combats de Pokémon illégaux se déroulent. Sur place, ils rencontrent Sebastian et son Dracaufeu que Pikachu avait battu dans le passé. Sebastian demande un nouveau match que Tim accepte, poussé par Pikachu. Afin d'améliorer les performances de Dracaufeu, Sebastian lui donne secrètement du Gaz R, le même qui avait rendu fous les Capumain, décuplant ainsi ses capacités et le rendant hors de contrôle. Mais Pikachu ne se souvient plus de comment utiliser ses pouvoirs et parvient à se sauver in extremis, avec l'aide de Tim. Sebastian libère accidentellement le reste du Gaz R dans le stade, rendant chaque Pokémon hors de contrôle et provoquant le chaos dans toute l'arène. La RCPD arrive et arrête Sebastian, qui a le temps d'avouer à Tim que le Gaz R lui a été fourni par « le docteur ».
Tim se dispute avec Yoshida, prétextant que son père est toujours en vie, mais Yoshida lui montre la vidéo du crash, lui expliquant qu'il aurait été impossible pour Harry de survivre. À l'extérieur du commissariat, après que Tim ait raconté à Pikachu comment il avait refusé de rendre visite à Harry quand il était petit, ils sont accostés par la mystérieuse Mlle Norman pour être emmenés chez Howard Clifford, qui leur révèle au moyen d'une imagerie holographique avancée qu'Harry a survécu à son accident de voiture qui a été provoqué par le puissant Mewtwo, le clone de l'antique Pokémon Mew qui s'était échappé en enlevant Harry et en ôtant la mémoire à Pikachu. Il les avertit également de se méfier de son fils Roger, qui s'est emparé de la compagnie et de la ville et qu'il dénonce comme étant le cerveau derrière le trafic du Gaz R, ayant agi pour punir son père de l'avoir négligé au profit des Pokémon.
Tim et Pikachu, accompagnés de Lucy et de Psykowkak, s'introduisent facilement dans le laboratoire du Dr Ann Laurent, celle mentionnée par Sebastian, où ils découvrent des Amphinobi dont la force a été modifiée, et des Torterra dont la taille aurait été décuplée. Tandis que Lucy prend des photos, Tim et Pikachu retrouvent l'ordinateur du Dr Ann Laurent et découvrent de nouvelles images holographiques montrant que cette dernière conduisait des expériences sur Mewtwo, qui s'était échappé il y a près de 20 ans de la région de Kanto, avant d'être recapturé par Harry. Le groupe est alors attaqué par les Amphinobi que Roger Clifford a libéré à distance. Psykowkak finit par les repousser grâce à une attaque causée par son stress mais, se croyant être sorti d'affaire, le groupe aperçoit avec horreur le paysage se déformer et s'effondrer autour de lui. Prenant à nouveau la fuite, Tim et Pikachu sont sauvés d'une chute par Lucy quand Pikachu remarque un œil géant, réalisant trop tard qu'ils ne se trouvent pas dans une forêt mais au sommet d'un Torterra dont la taille est comparable à celle d'une montagne. Le groupe évite de justesse la mort, mais Pikachu est blessé par un rocher. Tim réussit à communiquer avec un Bulbizarre grâce à ses émotions et celui-ci, rejoint par ses semblables et des Spododo, le conduit au milieu de la forêt où ils sont accueillis par Mewtwo, lequel guérit Pikachu et lui rend un peu de sa mémoire pour lui montrer que c'est lui qui a relâché Mewtwo. Ce dernier essaie de révéler ses intentions, mais se fait capturer par Roger. Pensant qu'il a trahi Harry pour le livrer à la vengeance de Mewtwo, Pikachu abandonne Tim, qui retourne à Ryme City pour prévenir Howard que son fils détient Mewtwo et du danger imminent, tandis que Lucy va essayer de prévenir le maire et la police de tout ce qu'ils ont découvert.
En errant, Pikachu arrive sur le lieu où s'est déroulé l'accident de voiture de Harry et y trouve un shuriken d'Amphinobi. Il comprend que ce sont eux qui l'ont attaqué avec Harry lors de leur fuite et que Mewtwo essayait en fait de les protéger, mais cela lui a fait également comprendre qu'Howard leur a menti depuis le début.
Tim retrouve Howard, mais ce dernier porte sur la tête le casque neuronal sur lequel travaillait le Dr Ann Laurent. Howard fait dresser une capsule à l'intérieur de laquelle se trouve Mewtwo et la remplit de Gaz R. La conscience d'Howard est rapidement transférée dans le corps du Pokémon, et il capture Tim pour lui dévoiler ses véritables intentions : c'est pour lui que le Dr Ann Laurent a créé le Gaz R, et il a également provoqué l'accident de la voiture d'Harry car il en savait trop. Howard a ensuite manipulé Tim et Pikachu pour qu'ils le conduise directement à Mewtwo, afin qu'il utilise ses pouvoirs pour fusionner les Pokémon et leurs propriétaires, ce qui est possible tant que le Pokémon est plongé dans un état de folie et avec l'aide du Gaz R, que Tim devine comme étant contenu dans les ballons géants de la Parade commémorative de Ryme City. Howard assomme Tim et, utilisant ses nouveaux pouvoirs psychiques, constate la bonne marche de son plan.
Pikachu revient alors à Ryme City, et découvre que toutes les personnes présentes à la Parade ont été fusionnées avec leurs Pokémon. Après que Lucy (dont la conscience se trouve dans Psykokwak) lui ait tout raconté, Pikachu libère ses pouvoirs électriques et commence à se battre avec Mewtwo. Pendant ce temps, Tim réalise que « Roger » (qui a capturé Mewtwo) était en fait Mlle Norman qui, elle-même, est un Métamorph au service de Howard tandis que le vrai Roger était emprisonné. Tim s'engage dans un combat avec le Pokémon Morphing, qui ne cesse de changer d'apparence, alors que Pikachu se bat férocement contre Mewtwo. Tim parvient à neutraliser le Métamorph grâce au Gaz R tandis que Pikachu, se souvenant des conseils de son dresseur, utilise Électacle et assomme temporairement Mewtwo qui finit par l'attraper. Alors qu'il se moque de Pikachu pour avoir fait tant d'efforts vains pour le vaincre, celui-ci lui avoue que sa véritable intention était de distraire le Pokémon légendaire assez longtemps pour permettre à Tim d'enlever le casque neuronal à Howard, libérant Mewtwo de son emprise.
Mewtwo, ayant repris ses esprits, sauve Pikachu d'une chute mortelle et s'empresse de lancer un puissant rayon qui sépare humains et Pokémon, tandis qu'Howard est arrêté par la police. Roger s'étonne qu'il s'en veut de ne rien pouvoir faire pour aider son père malgré tous ses défauts, il ajoute être impressionné par Lucy, qui était la première à trouver la disparition de Harry suspecte, et lui demande de devenir une journaliste à plein temps en rédigeant comme premier article qu'il réparera toutes les erreurs d'Howard.
Avant de partir, Mewtwo révèle à Tim et à Pikachu qu'il a conservé le corps d'Harry, et qu'il avait en fait fusionné la conscience de Harry avec celle de Pikachu jusqu'à ce que son corps puisse guérir ; malgré le fait que leurs consciences ont fusionné ensemble, comme pour la mémoire de Pikachu, la fusion avait effacé aussi celle de Harry tout en gardant sa conscience dans le corps de son Pokémon. Mewtwo les sépare alors. Harry, de nouveau guéri et dans son corps humain, donne à Tim la chance de rentrer chez lui, mais ce dernier préfère rester avec son père pour devenir un détective et passer du temps avec lui et Pikachu, à la grande joie du Pokémon.

## Fiche technique
- Titre original : Pokémon: Detective Pikachu
- Titre français et québécois : Pokémon : Détective Pikachu ou  Pikachu Détéctive
- Réalisation : Rob Letterman
- Scénario : Dan Hernandez, Benji Samit, Rob Letterman et Derek Connolly, d'après une histoire de Nicole Perlman, Dan Hernandez et Benji Samit, d'après le jeu vidéo Détective Pikachu et d'après l'univers Pokémon créé par Satoshi Tajiri pour Creatures Inc.
- Direction artistique : Ben Collins
- Superviseur des effets visuels : Erik Nordby
- Décors : Nigel Phelps
- Costumes : Suzie Harman
- Photographie : John Mathieson
- Montage : Mark Sanger, James Thomas
- Musique : Henry Jackman
- Production : 
  - Mary Parent, Cale Boyter, Hidenaga Katakami et Don McGowan
  - Producteurs délégués : Joseph M. Caracciolo Jr., Ali Mendes, Kenji Okubo, Toshio Miyahara, Hiro Matsuoka, Koji Ueda et Tsunekazu Ishihara
- Sociétés de production : Legendary Pictures, The Pokémon Company International et Tōhō
- Sociétés de distribution : Warner Bros. (États-Unis et France), Tōhō (Japon)
- Budget : 150 000 000 dollar américain[1]
- Pays de production :  Japon,  États-Unis
- Langue originale : japonais
- Format : couleur
- Genre : Action, aventure, comédie et Film de science-fiction
- Durée : 104 minutes
- Dates de sortie : 
  - Japon : 3 mai 2019
  - France : 8 mai 2019
  - États-Unis, Canada : 10 mai 2019

## Distribution
- Ryan Reynolds (VF : Pierre Tessier ; VQ : Gilbert Lachance) (voix principale et capture de mouvement) : Détective Pikachu et Harry Goodman
  - Ikue Otani : Détective Pikachu (voix secondaire)
- Justice Smith (VF : Julien Crampon ; VQ : Louis-Philippe Berthiaume) : Tim Goodman
- Kathryn Newton (VF : Rebecca Benhamour ; VQ : Ludivine Reding) : Lucy Stevens
- Bill Nighy (VF : Jean-Pol Brissart ; VQ : Jacques Lavallée) : Howard Clifford
- Ken Watanabe (VF : François Dunoyer ; VQ : Sylvain Hétu) : Inspecteur Hide Yoshida
- Chris Geere (VF : Yoann Sover ; VQ : Maël Davan-Soulas) : Roger Clifford
- Suki Waterhouse (VF : Julie Turin ; VQ : Geneviève Bédard) : Ms. Jennie Norman
- Omar Chaparro (en) (VF : Marc Arnaud ; VQ : Jean-Philippe Baril Guérard) : Sebastian
- Karan Soni (VF : Sonny Thongsamouth) : Jack
- Josette Simon : La grand-mère de Tim
- Rita Ora (VF : Julie François ; VQ : Geneviève Bédard) : Dr Ann Laurent
- Max Fincham : Tim Goodman, jeune
- Diplo : lui-même
- Alejandro De Mesa : Le barman
- Simone Ashley : La petite-amie
- Edward Davis : Le petit-ami
- Ben Fox : Policier en chef
- Kadiff Kirwan (VQ : Pierre Auger) : Le maire de Ryme City
- Ryoma Takeuchi (en) : L'entraîneur Pokémon
- Rina Hoshino (VQ : Marika Lhoumeau) et Kotaro Watanabe (VQ : Daniel Picard) : Mewtwo
- Rachael Lillis : Rondoudou (voix)
- Brett Goldstein : Dracaufeu (voix)
- Tara Strong : Capumain (voix)
- Gary Oldman : Grenousse et ses évolutions (voix)
- Jon Bailey, Maggie Baird, Susan Boyajian, Sean Chiplock (en), Vicki Davis, David Errigo, Eddie Frierson (en), Jessica George, Jean Gilpin, Fiona Hardingham, Dylan Hart, Meeghan Holiday, Peter Lanvin, John Marquis, Richard Miro, Paula J. Newman, Jon K. Olson, Bradley Pierce, Michelle Ruff (en), Stan Sellers, Georgia Simon, Jill Smith, Skip Stellretcht, Shane Sweet (en), Fred Tatasciore, Brad Venable, Dave Zyler : Voix additionnelles

 Source et légende : version française (VF) sur RS Doublageversion française (VF) sur Allodoublage version québécoise (VQ) sur Difuze Doublage (Doublage.qc.ca) et carton de doublage.

## Production

### Genèse et développement
En avril 2016, il est révélé que Warner Bros., Sony Pictures et Legendary Pictures sont en négociations pour acquérir les droits pour un film Pokémon. En juillet 2016, il est annoncé que Legendary et The Pokémon Company International ont trouvé un accord pour développer le tout premier film en prise de vues réelle de l'univers Pokémon. Le scénario s'inspire du jeu vidéo Détective Pikachu sorti en 2016. En août 2016, Nicole Perlman et Alex Hirsch sont approchés par Legendary pour écrire le scénario. En novembre 2016, Legendary engage Rob Letterman comme réalisateur alors que le studio souhaite accélérer les choses pour commencer le tournage en 2017. En janvier 2018, le dossier de presse du film révèle qu'Alex Hirsch n'est plus crédité comme scénariste, seuls apparaitront au générique Nicole Perlman et Rob Letterman.

### Attribution des rôles
En novembre 2017, Justice Smith est choisi dans l'un des rôles principaux. Kathryn Newton est ensuite choisie après un intense casting et de nombreuses sessions pour trouver l'opposée parfaite de Justice Smith. Elle devance ainsi Natalia Dyer, Haley Lu Richardson ou encore Katherine Langford,.
En décembre 2017, Ryan Reynolds est choisi pour interpréter le personnage principal en lui prêtant sa voix et en l'incarnant en capture de mouvement. Dwayne Johnson, Mark Wahlberg, ou encore Hugh Jackman avaient auparavant été envisagés pour ce rôle.
En janvier 2018, Ken Watanabe, Bill Nighy et Chris Geere rejoignent la distribution,, suivis par Suki Waterhouse et Rita Ora le mois suivant,.

### Tournage
Le tournage débute le 15 janvier 2018 à Londres,. Il s'achève le 1er mai 2018.

### Bande originale
La bande originale contient le single Carry On de Kygo en duo avec Rita Ora, qui sort le 19 avril 2019. La chanson est un succès, en arrivant dans le Top 10 dans de nombreux pays tels que l'Australie, la Nouvelle-Zélande, la Norvège et aux États-Unis,,.

## Accueil

### Critiques
Le film reçoit une note moyenne de 3.9 sur Allociné.
Sur le site Rotten Tomatoes le film obtient une moyenne de 68 % avec un score moyen de 5,9/10 sur une bases de 301 votes.
Pour 20 minutes « Rob Letterman a relevé un défi de taille avec Détective Pikachu ». Première dit que le film « s’avère authentiquement drôle et agréable ».

### Box-office
| Pays ou région        | Box-office        | Date d'arrêt du box-office | Nombre de semaines |
| --------------------- | ----------------- | -------------------------- | ------------------ |
| États-Unis Canada     | 144 105 346 $     | 15 août 2019               | 14                 |
| France                | 1 682 046 entrées | 6 août 2019                | 13                 |
| Allemagne             | 1 426 795 entrées | 30 juin 2019               | 8                  |
| Italie                | 801 656 entrées   | 23 juin 2019               | 7                  |
| Espagne               | 1 058 277 entrées | 7 juillet 2019             | 9                  |
| Total hors États-Unis | 287 600 000 $     | 20 août 2019               | 15                 |
| Total mondial         | 431 705 346 $     | 20 août 2019               | 15                 |

### Exploitation extérieure
En France, la chaîne privée TF1 diffuse le 29 décembre 2021 en première partie de soirée la première diffusion du film. Celui-ci fait une part de marché de 11,5 %, soit 2,33 millions de téléspectateurs. Le film se positionne deuxième sur ce créneau horaire, derrière Meurtres au paradis, une série britannico-française diffusée sur France 2.

## Analyse